# Harold Barron
Harold Barron (Estados Unidos, 29 de agosto de 1894-5 de octubre de 1978) fue un atleta estadounidense, especialista en la prueba de 110 m vallas en la que llegó a ser subcampeón olímpico en 1920.

## Carrera deportiva
En los JJ. OO. de Amberes 1920 ganó la medalla de plata en los 110 m vallas, corriéndolos en un tiempo de 15.1 segundos, llegando a meta tras el canadiense Earl Thomson que con 14.8 segundos batió el récord del mundo, y por delante de su compatriota Frederick Murray (bronce).